# 부산광역시립해운대도서관
부산광역시립해운대도서관은 부산광역시 해운대구 좌동 소재의 도서관이다.

## 연혁
- 도서관 연혁